# 시모쿠로코마촌
시모쿠로코마촌(下黒駒村)은 야마나시현 히가시야쓰시로군에 있던 촌이다. 이후의 후에후키시에 해당한다.

## 역사
- 1889년 7월 1일 - 정촌제 시행에 의해 근세이후의 시모쿠로코마촌이 단독으로 자치체를 형성하였다.
- 1892년 4월 1일 - 가미쿠로코마촌, 도노키촌과 합병해 구로코마촌이 성립하여, 동일 시모쿠로코마촌은 폐지되었다.

## 인구
세대수 115세대. 인구 727명

## 교통

### 도로
- 미사카 미치 (현 국도 제137호선)

## 참고문헌
- 帝国興信所編『帝国信用録 第10版（大正6年）』帝国興信所、1917年。
- 島崎博則編『山梨県市郡村誌 下巻』千秋社、1985年。
- 『가도카와 일본 지명 대사전 19 山梨県』。